# 菟原郡
- 令制国一覧 > 畿内 > 摂津国 > 菟原郡
- 日本 > 近畿地方 > 兵庫県 > 菟原郡

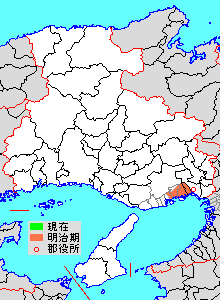
兵庫県菟原郡の位置

菟原郡（うばらぐん）は、かつて兵庫県（摂津国）にあった郡。兎原郡と表記することもある。

## 郡域
1879年（明治12年）に行政区画として発足した当時の郡域は、概ね下記の区域にあたる。
- 芦屋市の全域
- 神戸市
  - 東灘区の全域
  - 灘区の大部分（六甲山町の一部を除く）
  - 中央区の一部（フラワーロード以東）

## 歴史

### 古代
菟原郡がはじめて歴史に見えたのは769年（神護景雲3年）である（『続日本紀』）。菟原の名は『和名抄』では「宇波良」、『伊勢物語』では「むはら」、『延喜式』では「菟原」、『拾芥抄』では「兎原」とも書いた。地名の由来は「海原」が転じたという説と六甲山の野原に兎が多く駆け巡っていたからという説がある（道谷、1998）。
『和名抄』には「摂津国菟原郡宇波良（うはら）」とある一方、『万葉集』には「菟原」の表記の他に「菟名日」、「宇名比」（うなひ、うない）との表記がある。

#### 式内社
『延喜式』神名帳に記される郡内の式内社。
| 神名帳             | 神名帳                   | 神名帳 | 神名帳 | 比定社             | 比定社                       | 比定社           | 集成 |
| 社名               | 読み                     | 格     | 付記   | 社名               | 所在地                       | 備考             | 集成 |
| ------------------ | ------------------------ | ------ | ------ | ------------------ | ---------------------------- | ---------------- | ---- |
| 菟原郡 3座（並小） |                          |        |        |                    |                              |                  |      |
| 河内国魂神社       | カウチクニタマノ カフチ- | 小     | 鍬靫   | 河内国魂神社       | 兵庫県神戸市灘区国玉通       |                  |      |
| 大国主西神社       | オホクニヌシノ -ニシ     | 小     | 鍬靫   | （論）大国主西神社 | 兵庫県西宮市社家町           | 西宮神社境内末社 |      |
| 大国主西神社       | オホクニヌシノ -ニシ     | 小     | 鍬靫   | （論）越木岩神社   | 兵庫県西宮市越木岩町         |                  |      |
| 保久良神社         | ホクラノ                 | 小     | 鍬靫   | 保久良神社         | 兵庫県神戸市東灘区本山町北畑 |                  |      |
| 凡例を表示         |                          |        |        |                    |                              |                  |      |

### 近世以降の沿革
- 「旧高旧領取調帳」に記載されている明治初年時点での支配は以下の通り。●は村内に寺社領が、○は寺社除地[1]が存在。幕府領は谷町代官所が管轄。（51村）

| 知行         | 知行               | 村数 | 村名 |
| ------------ | ------------------ | ---- | --- |
| 幕府領       | 幕府領             | 30村 | 生田村、脇浜村、熊内村、中尾村、筒井村、●岩屋村、稗田村、小野新田村、水車新田、鍜冶屋村、畑原村、河原村、九郎右衛門新田、味泥村、○新在家村、徳井村、東明村、御影村、石屋村、住吉村、魚崎村、横屋村、田中村、田林新田、西青木村、東青木村、青木村、深江村、打出村、芦屋村 |
| 藩領         | 摂津尼崎藩         | 17村 | 中村、原田村、上野村、五毛村、森村、高羽村、平野村、郡家村、野寄村、田辺村、岡本村、小路村、北畑村、森村、津知村、三条村、○滝寺村 |
| 幕府領・藩領 | 幕府領・尼崎藩     | 2村  | 大石村、中野村 |
| 幕府領・藩領 | 幕府領・下総古河藩 | 1村  | 篠原村 |
| 幕府領・藩領 | 旗本領・尼崎藩     | 1村  | 八幡村 |

- 慶応4年

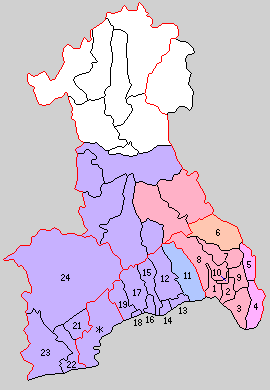
11.精道村 12.本山村 13.本庄村 14.魚崎村 15.住吉村 16.御影町 17.六甲村 18.都賀浜村 19.都賀野村（紫：神戸市 青：芦屋市 1 - 10は武庫郡 21 - 24は八部郡）

  - 2月2日（1868年2月24日） - 幕府領が兵庫裁判所の管轄となる。
  - 5月23日（1868年7月12日） - 兵庫裁判所の管轄地域が兵庫県の管轄となる。
- 明治4年
  - 7月14日（1871年8月29日） - 廃藩置県により、藩領が尼崎県の管轄となる。
  - 11月20日（1871年12月31日） - 第1次府県統合により、全域が兵庫県の管轄となる。
- 明治初年 - このころ九郎右衛門新田が上野村に、田林新田が八幡村にそれぞれ合併したとされるが不詳。（49村）
- 明治5年（1872年） - 郡区画一覧に摩耶山の名が見られる。（50村）
- 明治8年（1875年） - 平野村が高羽村に合併。（49村）
- 明治9年（1876年）（42村）
  - 生田村・脇浜村・熊内村・中尾村・小野新田村・中村・滝寺村が合併して葺合村となる[3]。
  - 東青木村が青木村に合併。
- 明治12年（1879年）1月8日 - 郡区町村編制法の兵庫県での施行により、行政区画としての菟原郡が発足。郡役所が住吉村に設置。
- 明治13年（1880年）9月 - 郡役所が武庫郡役所と統合のうえ改称して「武庫菟原郡役所」となる。
- 明治20年（1887年） - 筒井村が葺合村に合併。（41村）
- 明治22年（1889年）4月1日 - 町村制の施行により、以下の町村が発足。▲は飛地を除く。△は飛地のみ。（1町8村）
  - 精道村 ← 打出村、芦屋村、三条村、▲津知村、△深江村（現・芦屋市）
  - 本庄村 ← ▲深江村、青木村、▲西青木村、△津知村、△横屋村、△田中村（現・神戸市東灘区）
  - 本山村 ← ▲田中村、岡本村、田辺村、北畑村、小路村、中野村、森村、▲野寄村、△深江村、△西青木村、△横屋村（現・神戸市東灘区）
  - 魚崎村 ← ▲魚崎村、▲横屋村、△西青木村、△野寄村、△田中村（現・神戸市東灘区）
  - 住吉村 ← 住吉村（現・神戸市東灘区）、△魚崎村（現・神戸市東灘区）
  - 御影町 ← 御影村、▲石屋村、▲東明村、郡家村、△高羽村（現・神戸市東灘区）
  - 六甲村 ← 八幡村、新生村[4]、水車新田、徳井村、△石屋村、△東明村（現・神戸市灘区）、篠原村、▲高羽村（現・神戸市灘区）
  - 都賀浜村 ← 新在家村、大石村[5]（現・神戸市灘区）
  - 都賀野村 ← 森村、原田村、稗田村、上野村、五毛村、畑原村、鍛冶屋村、味泥村、岩屋村、河原村、摩耶山（現・神戸市灘区）
  - 葺合村が神戸市の一部となる。
- 明治28年（1895年）11月11日 - 	都賀野村が改称して西灘村となる。
- 明治29年（1896年）4月1日 - 郡制の施行のため、武庫郡・菟原郡・八部郡の区域をもって、改めて武庫郡が発足。同日菟原郡廃止。

## 地名の由来
地名の由来はうさぎではなく、一説によれば南に広がる「海原」が転じて「莵原」になったといわれている。

## 地名と文学
莵原という地名は、『万葉集』や『伊勢物語』にも登場する。中でも莵原処女（うないおとめ）の悲恋の伝説は、『平安時代』の『大和物語』や室町時代の謡曲『求塚』、さらには森鷗外や菊池寛の作品のモチーフとしても知られる。

## 郡廃止後の影響
菟原郡は1896年に武庫郡に合併後も「うはら」という名称は東灘区に多くの施設やイベント名などに存在する（例:「うはらホール」、「東灘うはらまつり」など。）